# Wien Geiselbergstraße
Wien Geiselbergstraße egy ausztriai vasútállomás Bécs 11. kerületében, Simmeringben.

## Forgalom
| Vonal | Útvonal |
| ----- | --- |
| S7    | Wien Floridsdorf – Wien Handelskai – Wien Traisengasse – Wien Praterstern – Wien Mitte – Wien Rennweg – Wien St. Marx – Wien Geiselbergstraße – Wien Zentralfriedhof – Wien Kaiserebersdorf – Schwechat – Mannswörth – Flughafen Wien – Fischamend – Maria Ellend a.d. Donau – Kroatisch Haslau – Regelsbrunn – Wildungsmauer – Petronell-Carnuntum – Bad Deutsch-Altenburg – Hainburg a.d. Donau Kulturfabrik – Hainburg a.d. Donau Personenbahnhof – Hainburg a.d. Donau Ungartor – Wolfsthal |

## Megközelítése közösségi közlekedéssel
- Villamos:  11
- Autóbusz:  69A
- Éjszakai autóbusz:  N6